# Paul Sawyier

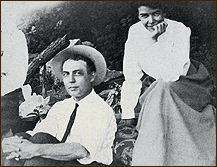
Paul Sawyier y Mary "Mayme" Bull

Paul Sawyier (23 de marzo de 1865 - 5 de noviembre de 1917), uno de los artistas más renombrados de Kentucky, fue un pintor impresionista estadounidense.

## Infancia y educación

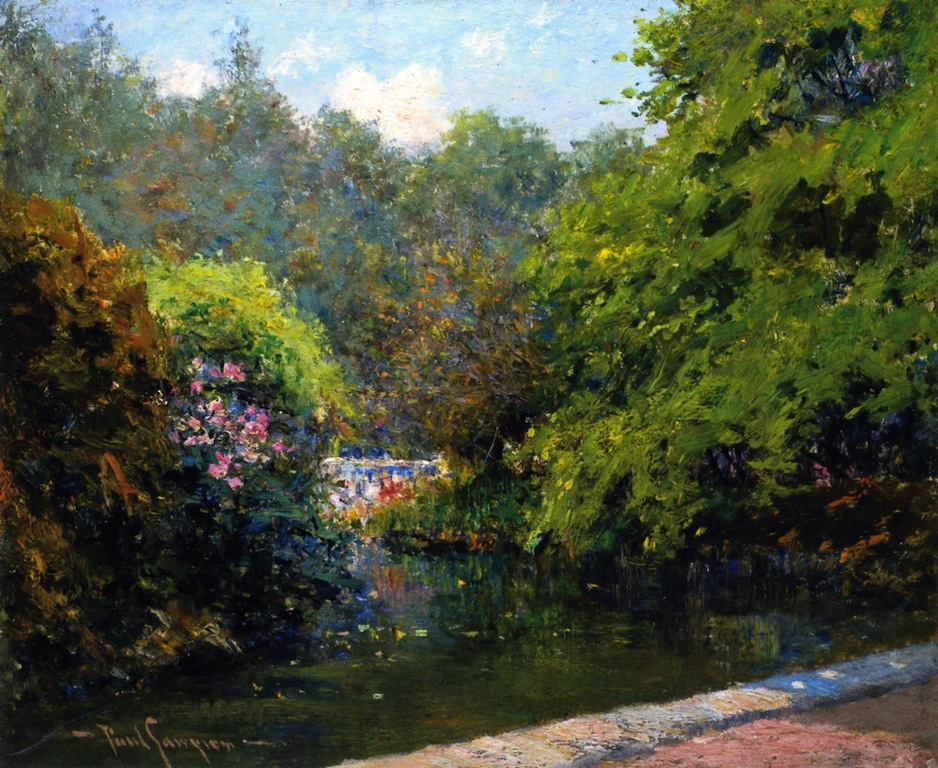
Paul Sawyier Prospect Park Brooklyn - 1910

Sawyier, hijo de Nathaniel y Ellen Wingate Sawyier, nació en la granja de su abuelo cerca de Londres en el condado de Madison, Ohio. En 1870, se trasladó con su familia a Frankfort, Kentucky.

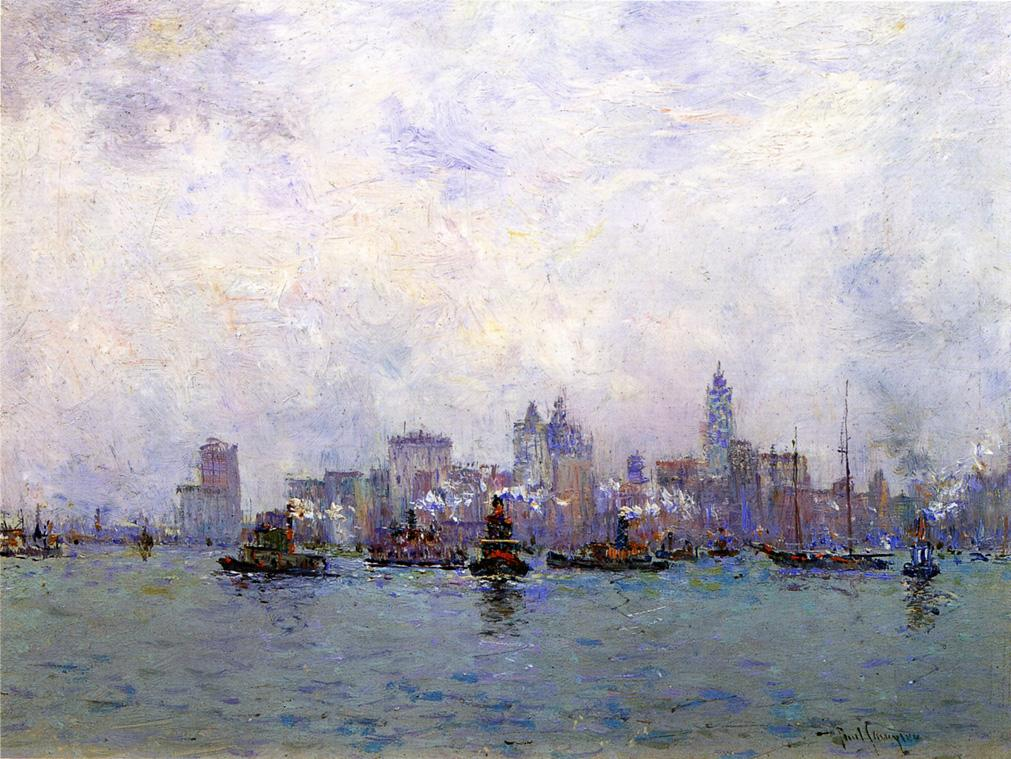
Paul Sawyier - Lower New York

Después de la escuela secundaria, Sawyier asistió a la Escuela de Diseño McMicken (ahora la Academia de Arte de Cincinnati), estudiando con Frank Duveneck y Thomas Satterwhite Noble. En 1889, amplió sus estudios de arte con William Merritt Chase en la Art Students League de Nueva York.

## Carrera como artista
Sawyier utilizó principalmente la acuarela y es más conocido por sus paisajes del área de Frankfort, Kentucky y de Nueva York. Sawyier se destaca por sus pinturas de los ríos Kentucky y Dix. En 1893, Sawyier fue a la Exposición Colombina Mundial de Chicago, donde algunas de sus obras estaban en exposición en el pabellón del estado de Kentucky.
Los originales de Sawyier se exponen en Frankfort, Kentucky, en el Liberty Hall y en la Orlando Brown House, la Paul Sawyier Art Gallery, el Kentucky History Center, los Kings Daughter's Apartments y en el Museo de Arte de la Universidad de Kentucky en Lexington y el Museo de Arte Speed en Louisville, Kentucky.

## Últimos años y muerte

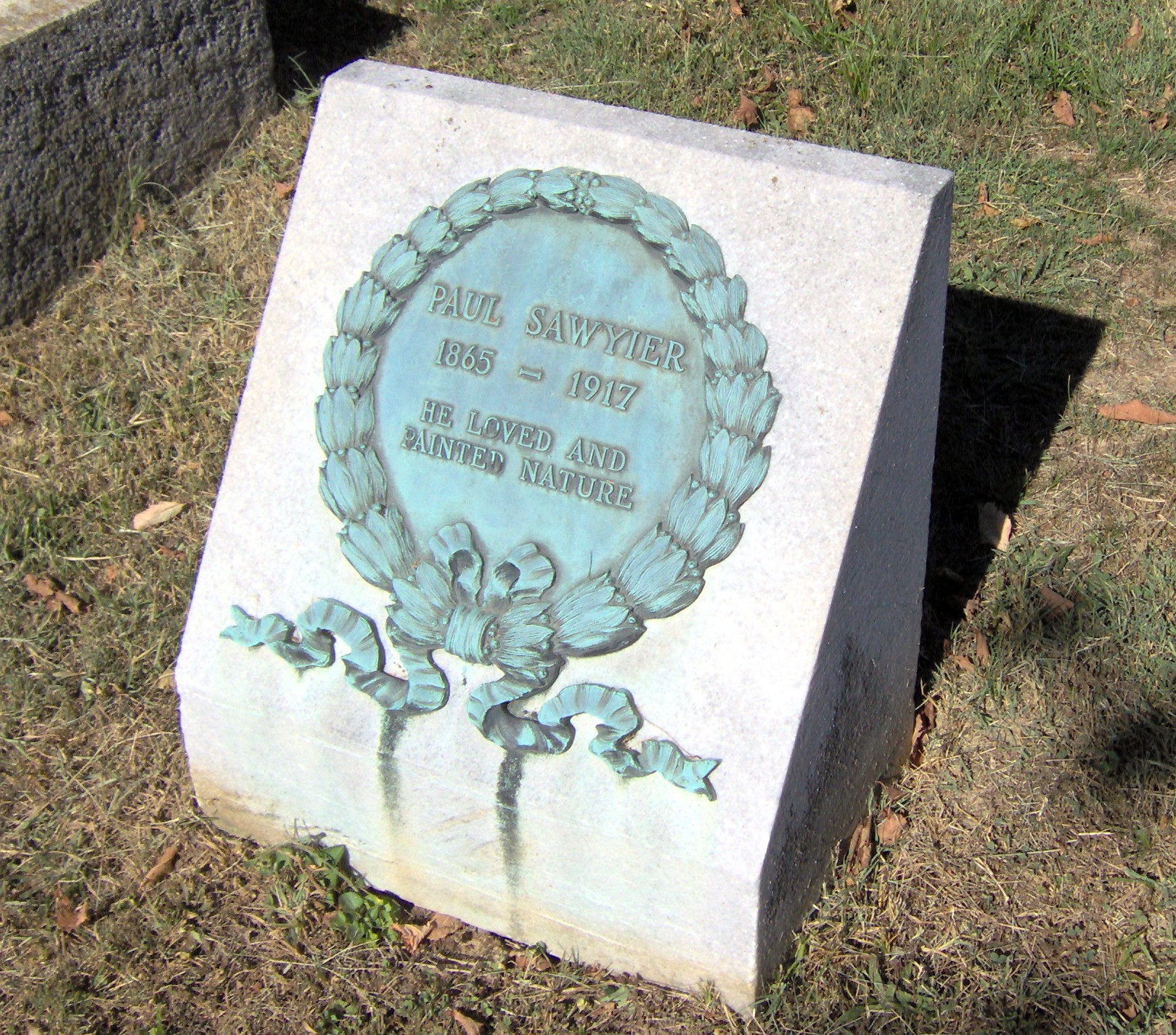
Lápida de Sawyier ubicada en el cementerio de Frankfort.

Desde 1913 hasta su muerte, Sawyier vivió en una capilla reconvertida en "Highpoint", la propiedad de la mecenas de su arte, la Sra. Marshall L. Emory en los Catskills de Nueva York. El 5 de noviembre de 1917, a la edad de 52 años, Sawyier murió de un infarto. Fue enterrado en un cementerio en Fleischmanns, Nueva York. Cinco años más tarde, su primo, el juez Russel McReary, trasladó el cuerpo de Sawyier para ser enterrado de nuevo el 9 de junio de 1923 en la parcela de la familia Sawyier-Wingate en el cementerio de Frankfort en Kentucky. En el momento de su muerte se estima que había pintado más de 3.000 obras, en su mayoría paisajes en acuarela.

## Galería

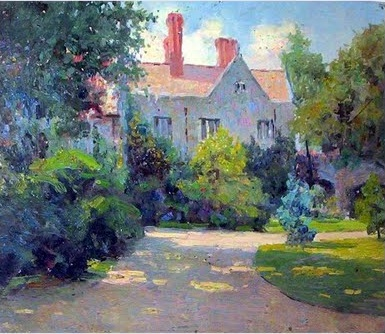
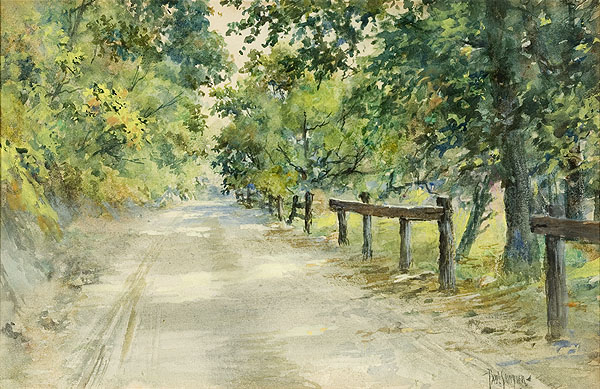
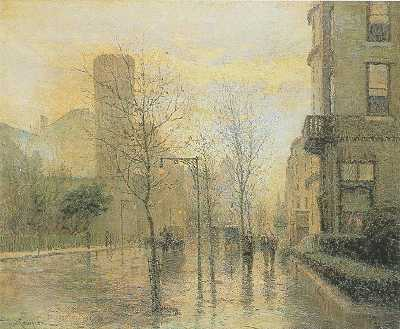
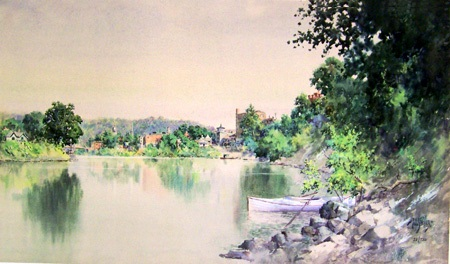
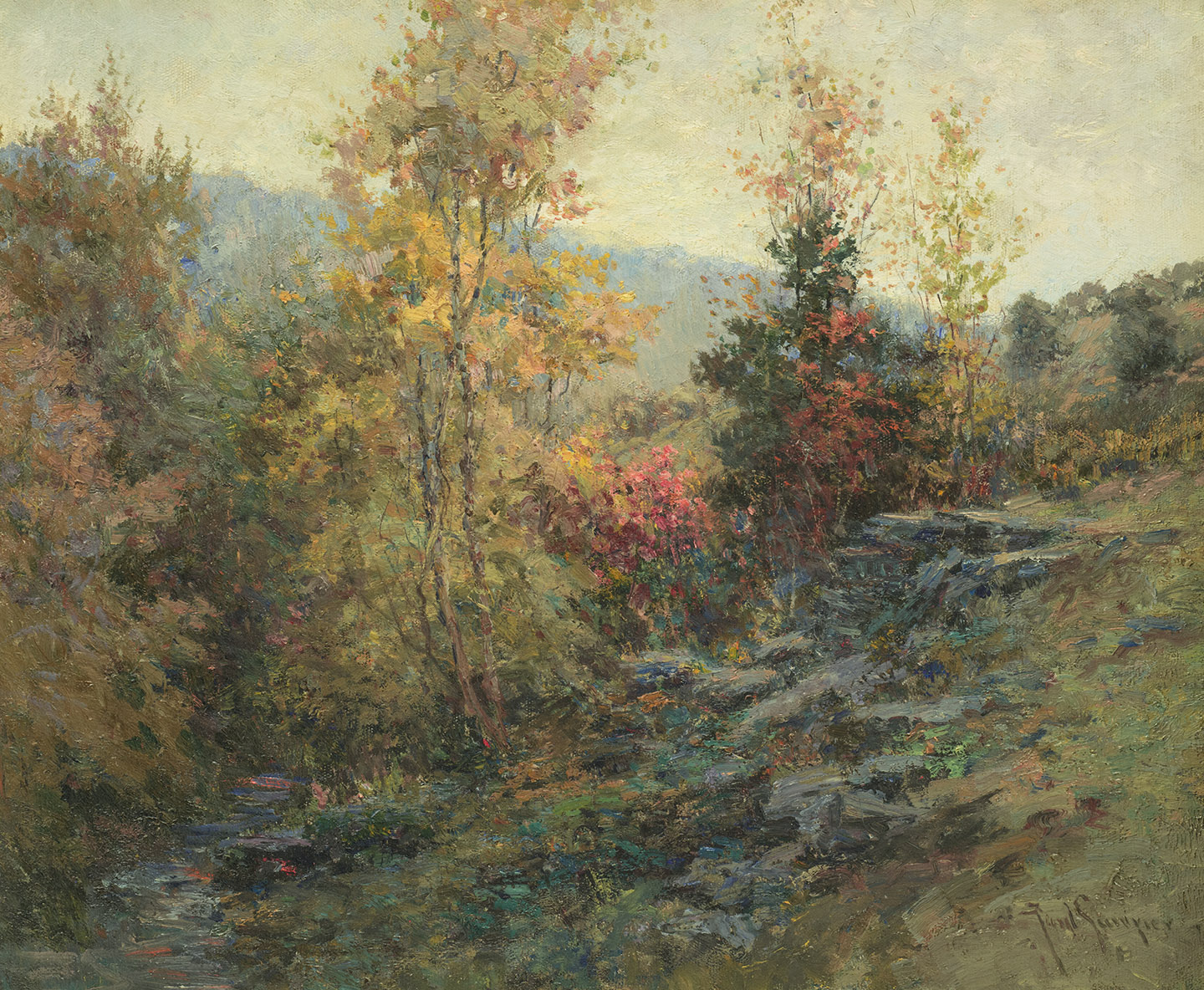
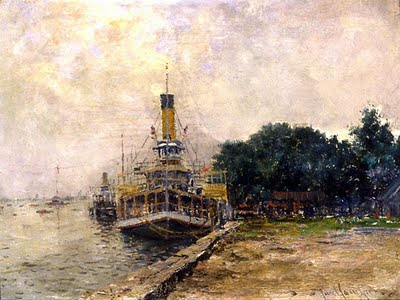
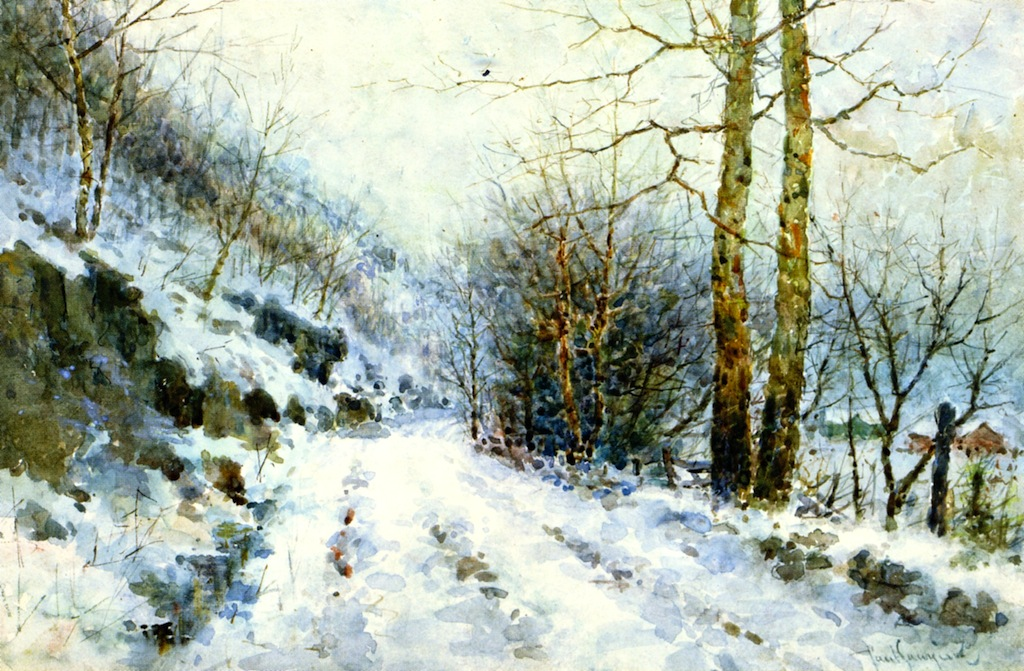
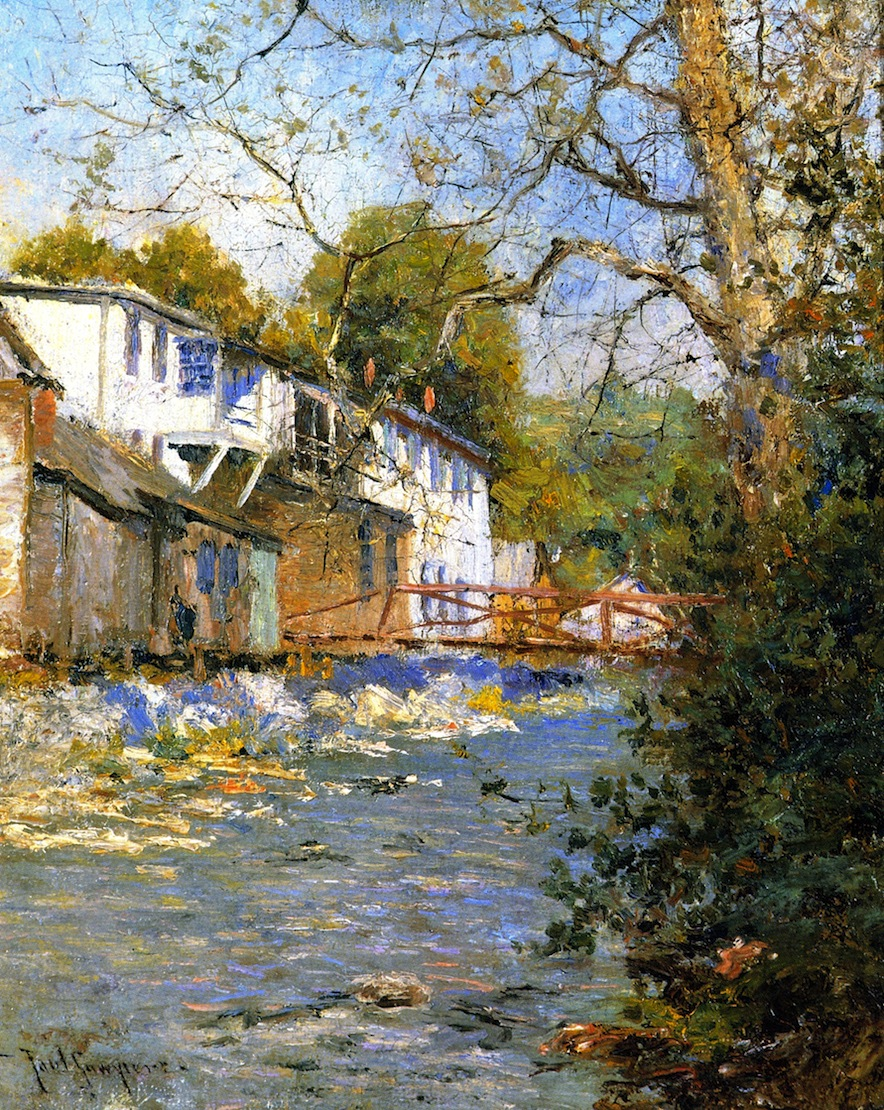
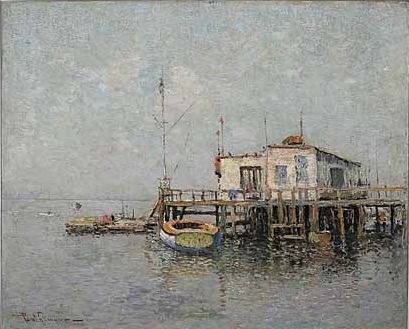
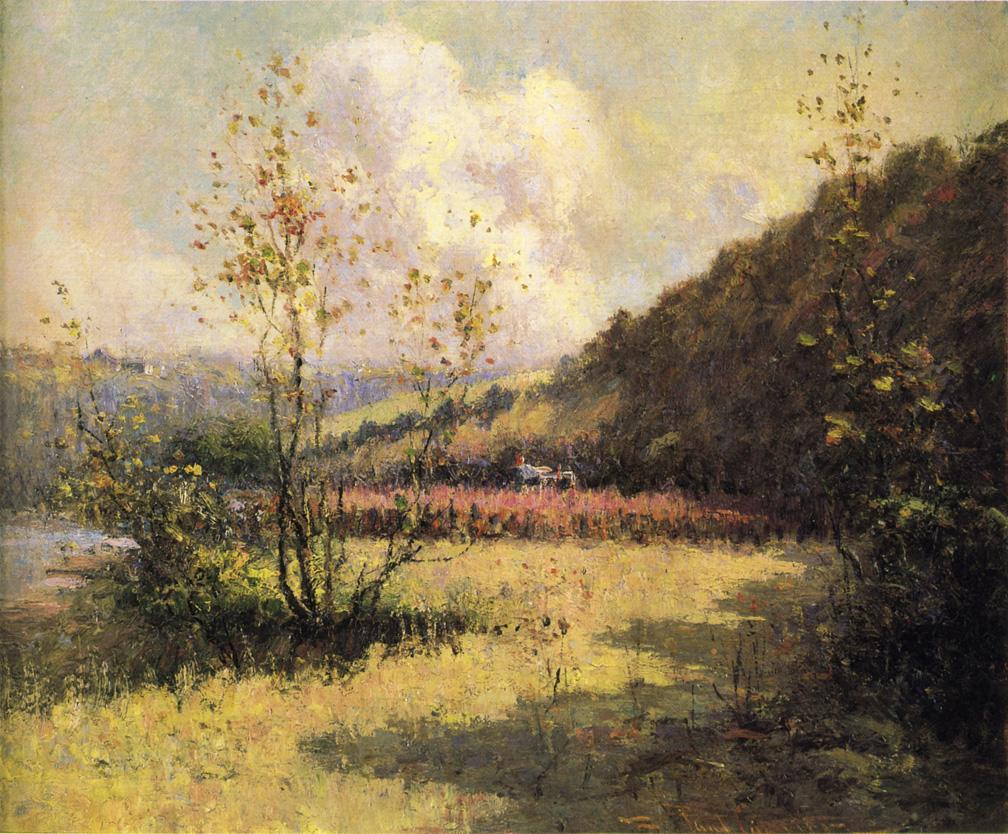
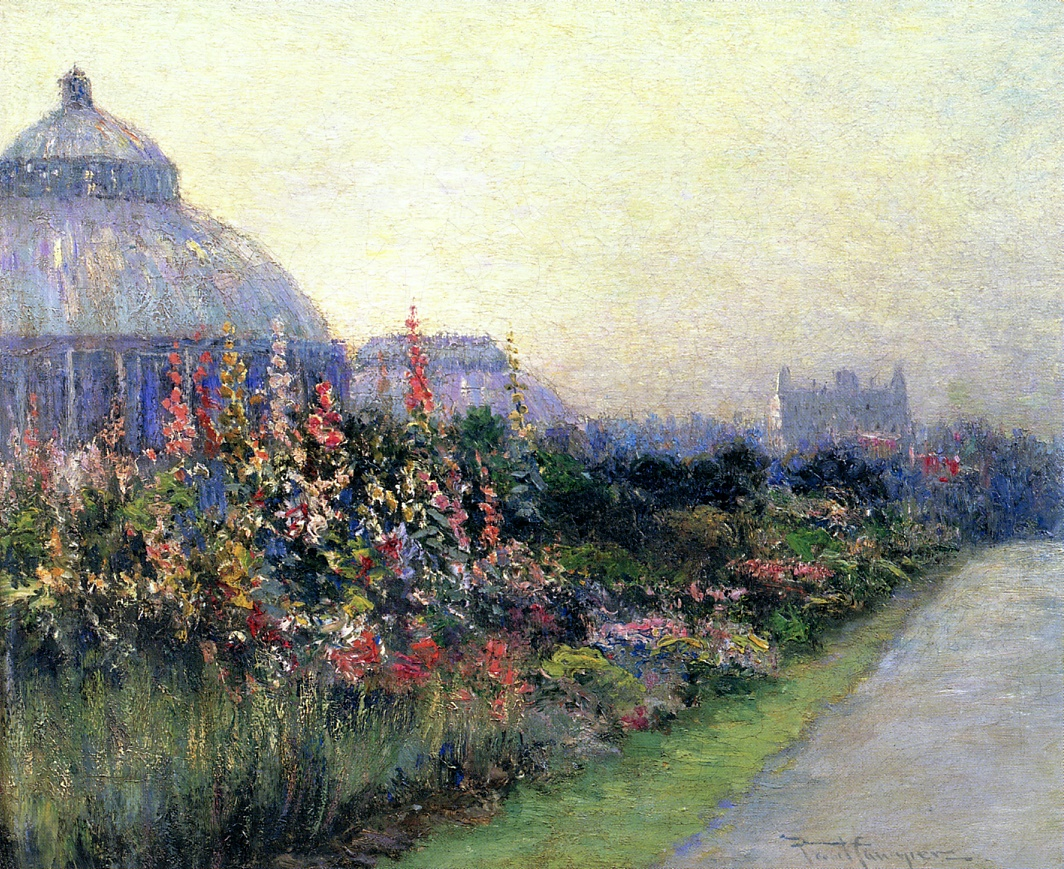